# Holger Marius Nielsen
Harald Herborg Nielsen (Menominee, 25 de enero de 1903 – Columbus, 8 de enero de 1973) fue un físico estadounidense.

## Biografía
Harald, hijo de Knud Nielsen y de Maren Sorensen, inmigrantes originarios de Dinamarca. Era hermano de Alvin H. Nielsen.
Se formó en la Universidad de Míchigan, donde obtuvo un doctorado. Posteriormente pasó un año en el Instituto Bohr de Copenhague, como miembro americano y escandinavo. En 1930 se unió a la Universidad Estatal de Ohio, donde permaneció hasta su jubilación.
Gran parte de su actividad en la Universidad Estatal de Ohio estuvo centrado en el estudio de los espectros de la radiación infrarroja de distintas moléculas; particularmente con respecto a su energía de vibración y de rotación. Realizó trabajos de diseño con espectrógrafos de alta resolución e hizo importantes contribuciones teóricas sobre los espectros moleculares.
Desde 1946 hasta 1967 fue Presidente del Departamento de Física en la citada Universidad. Amplió estudios con una Beca Guggenheim en la Universidad de Cambridge desde 1949 a 1950, sirvió como agregado científico de la Embajada de Estados Unidos en Estocolmo de 1952 a 1953 y fue lector del Programa Fulbright en la Universidad de París de 1958 a 1959. También fue editor del Journal of Molecular Spectroscopy.

## Reconocimientos
- Miembro de la American Physical Society.
- Elegido para el Cosmos Club, 1954.
- Cruz de Orden de Leopoldo (Bélgica), 1953.
- Cruz de la Orden de Dannebrog, Dinamarca, 1957.
- Medalla de la Universidad de Lieja.
- Doctor honoris causa por la Universidad de Borgoña.

## Eponimia
- El cráter lunar Nielsen lleva este nombre en su memoria,[3] honor compartido con el astrónomo danés del mismo apellido Axel Nielsen (1902-1970).

## Lecturas relacionadas
- Williams, Dudley (1973). «Harald Herborg Nielsen» (PDF). Journal of the Optical Society of America 63 (5): 638. Consultado el 4 de septiembre de 2007.

- Datos: Q5653811